# Johannes Petri Arbogensis
Johannes Petri Arbogensis, född 1608 i Arboga, död 25 september 1654 i Sala, var en svensk kyrkoman, skolman och riksdagsman.

## Biografi
Herdaminnena anger att Johannes Petri Arbogensis far var rådmannen Peder Månsson i Arboga. Han studerade först vid Västerås gymnasium för att 1632 inskrivas vid Uppsala universitet där han aldrig tog någon examen. 1638 blev han extra ordinarie docens vid gymnasiet och begav sig därefter med ekonomiskt bistånd av kapitlet till universitet i Tyskland, och blev 1641 rektor för Falu Trivialskola. Han prästvigdes 1642 och 1643 blev han lektor i matematik vid Västerås gymnasium och konsistoriets notarius i Västerås stift. 1644 var han lektor i grekiska. Från 1647 var han rektor för Västerås gymnasium och parenterade för Johannes Rudbeckius. Han blev 1648 pastor i prebendet Hubbo och han tillträdde som kyrkoherde för Sala stads- och landsförsamling 1649 och var vid ditkomsten kontraktsprost.
Han var fullmäktig för konsistoriet vid riksdagen 1647.
Han avled till följd av en vårdslös fältskär strax innan andra hustrun nedkom med deras barn.
Han var gift två gånger. Med första hustrun Brita Holstenius fick kan två döttrar som gifte sig inom prästeståndet. Andra hustrun var Margareta Troilius som han gifte sig med samma år som sin död. Hon nedkom någon dag efter hans död med deras enda gemensamma barn och avled av sorg. Dottern Margareta blev änka efter 20 veckor, men gifte sedan om sig med Gabriel Johannis Sevallius.